# Bathypontia kanaevae
Bathypontia kanaevae is een eenoogkreeftjessoort uit de familie van de Bathypontiidae. De wetenschappelijke naam van de soort is voor het eerst geldig gepubliceerd in 1976 door Björnberg T.K.S..